# Virgin EMI Records
Virgin EMI Records – brytyjska wytwórnia płytowa należąca do Universal Music Group,  założona w marcu 2013 r. w wyniku połączenia dwóch wytwórni: Mercury Records UK oraz Virgin Records.